# Bad Ems
Bad Ems is een gemeente in de Duitse deelstaat Rijnland-Palts. Het is de Kreisstadt van de Rhein-Lahn-Kreis. De plaats telt 9.801 inwoners. De plaats is een erkend Heilbad, heeft een Kursaal en een golfclub, de Bad Ems Mittelrheinischer Golf Club. Bad Ems ligt aan de spoorlijn Wetzlar - Koblenz; de perronkap van het station Bad Ems is de kleinste in Duitsland. Sinds 2021 staat het kuuroord op de UNESCO-Werelderfgoedlijst als onderdeel van de historische kuuroorden van Europa.

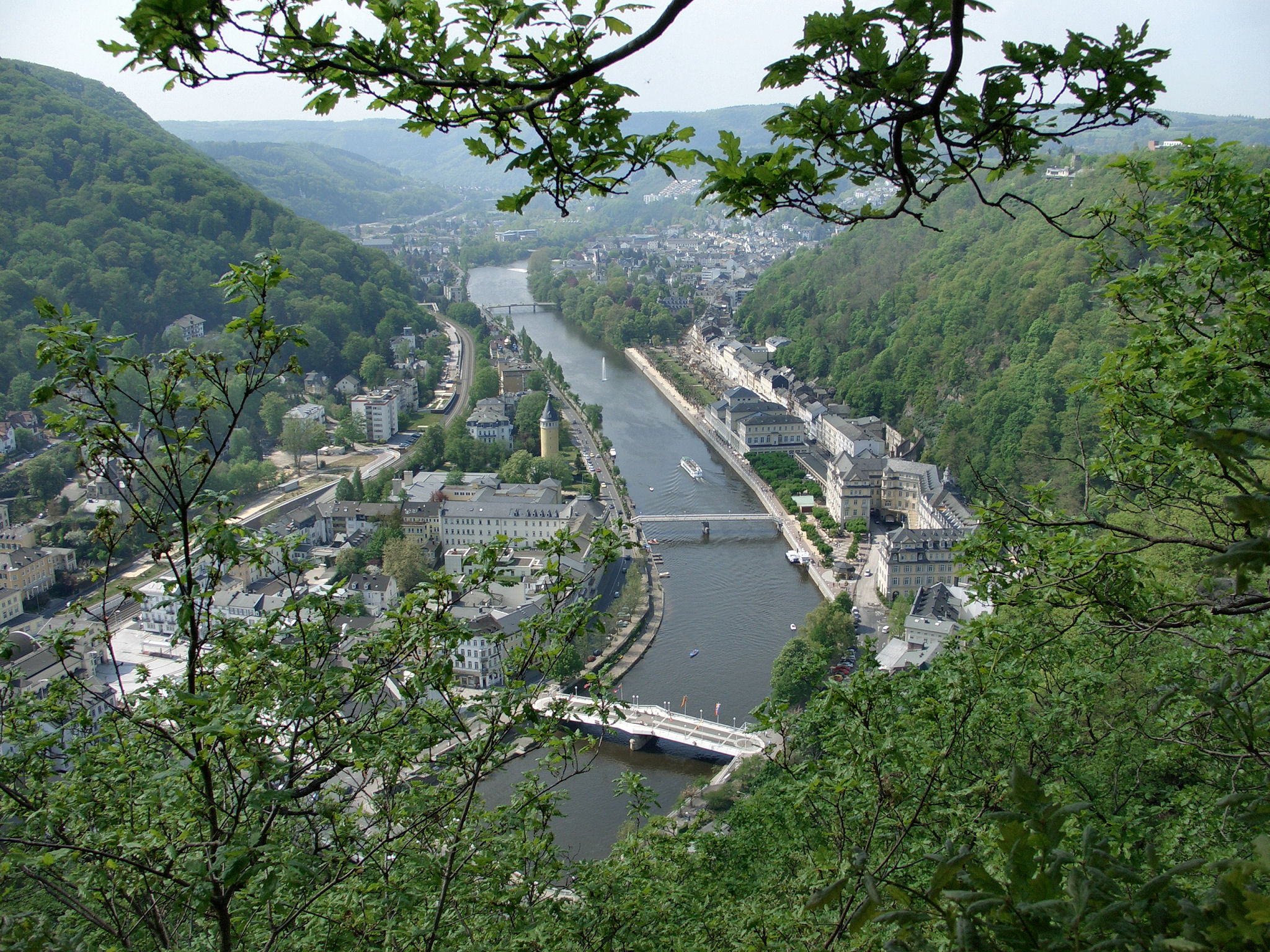
Bad Ems

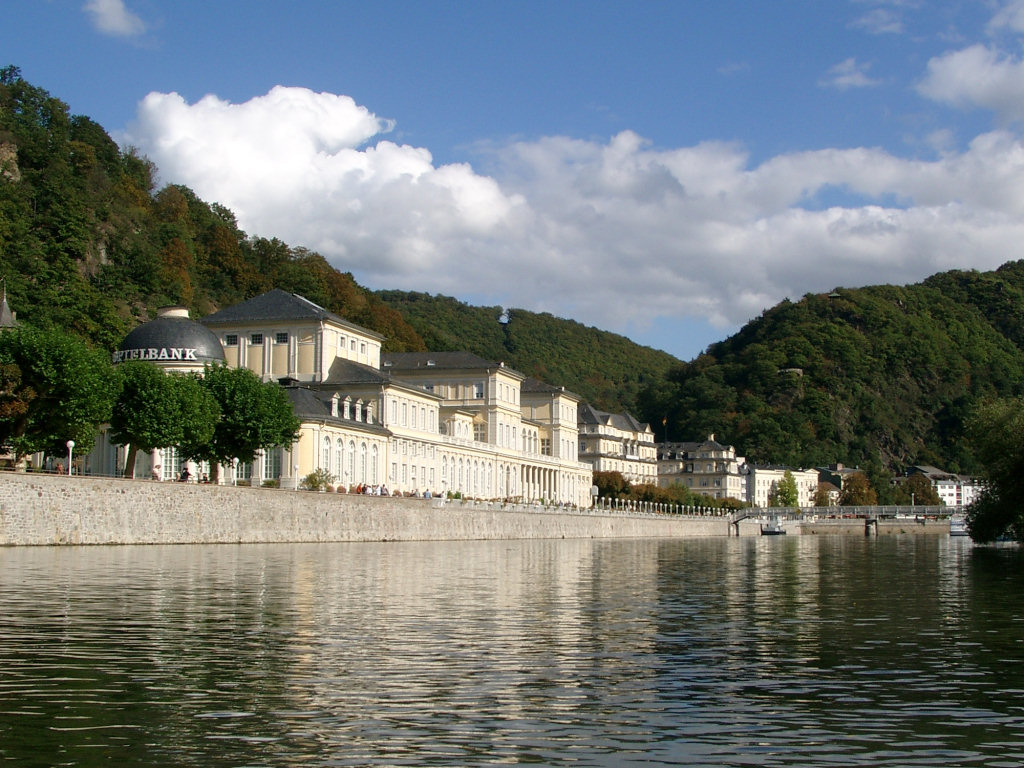
Bad Ems

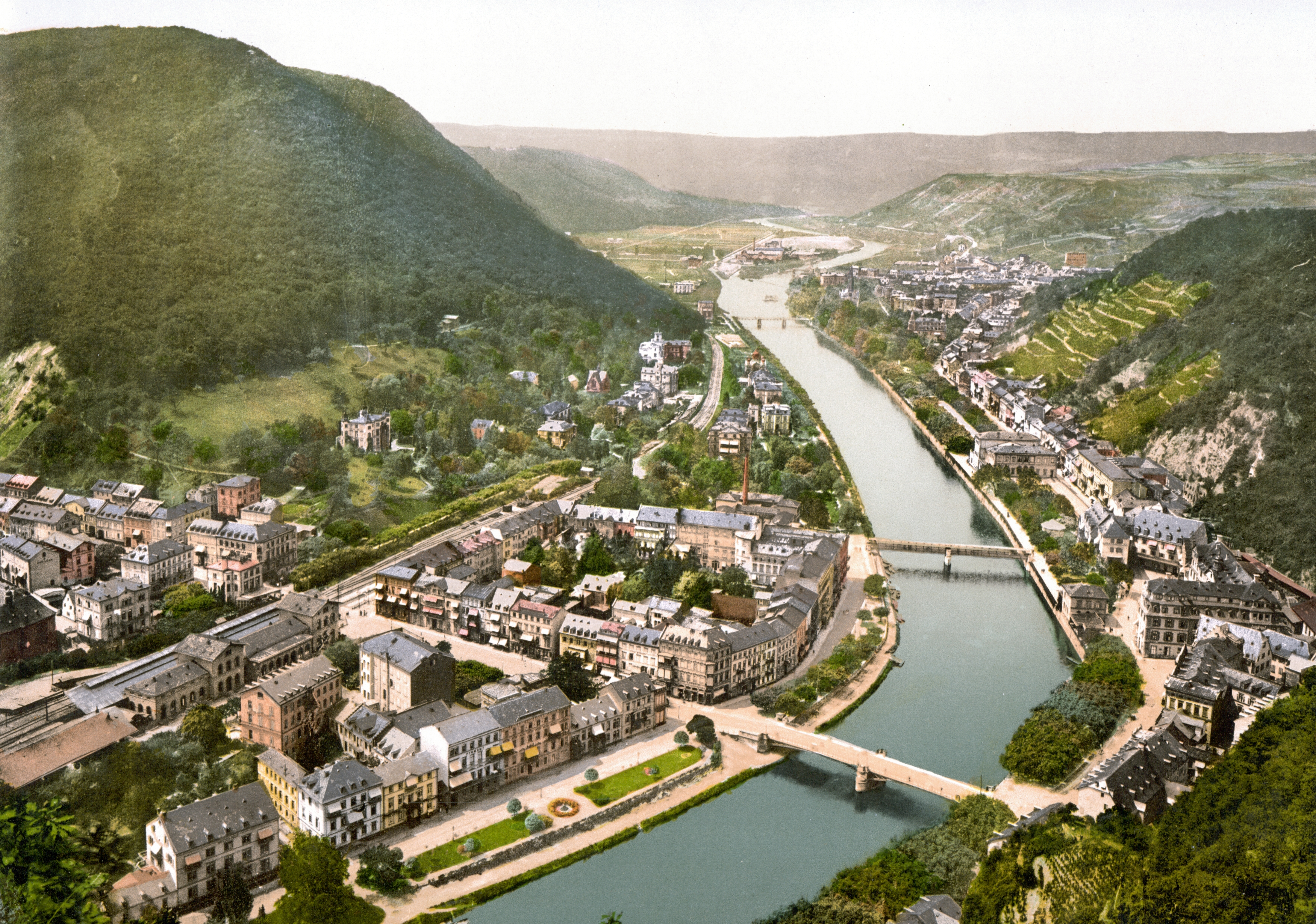
Bad Ems in 1900

## Geschiedenis
Otto I van Nassau verloor de zeggenschap over Bad Ems tijdens zijn strijd tegen andere Duitse vorsten.

## Emser Depesche
In 1870 verbleef de Pruisische koning Wilhelm I in Bad Ems, toen hij werd bezocht door de Franse ambassadeur Vincent Benedetti inzake de kandidatuur van prins Leopold van Hohenzollern-Sigmaringen voor de Spaanse troon. Wilhelm I, die zijn steun reeds had ingetrokken, zou moeten beloven ook in de toekomst steeds zijn steun aan de kandidatuur te onthouden. De koning voelde daar niets voor en stuurde een telegram aan kanselier Bismarck, dat bekend is komen te staan als de Emser Depesche. Een door Bismarck provocerend geformuleerde versie van de tekst leidde tot de Frans-Duitse Oorlog van 1870-1871.
Tsaar Alexander II van Rusland gaf in 1876 te Bad Ems een geheim decreet uit waarin het werd verboden Oekraïense literatuur te publiceren.

## Geboren
- Max Jacob (1888-1967), poppenspeler

## Overleden
- Johan van Hessen-Braubach (1609-1651), jongere zoon van landgraaf Lodewijk V van Hessen-Darmstadt
- William Edward Parry (1790-1855), Engels marineofficier en poolreiziger
- Hippolyte Fortoul (1811-1856), Frans minister
- Philippe Gigot (1819-1860), Belgisch archivaris en communist

Allendorf · Altendiez · Arzbach · Attenhausen · Auel · Aull · Bad Ems · Balduinstein · Becheln · Berg · Berghausen · Berndroth · Bettendorf · Biebrich · Birlenbach · Bogel · Bornich · Braubach · Bremberg · Buch · Burgschwalbach · Charlottenberg · Cramberg · Dachsenhausen · Dahlheim · Dausenau · Dessighofen · Dienethal · Diethardt · Diez · Dörnberg · Dornholzhausen · Dörscheid · Dörsdorf · Ebertshausen · Ehr · Eisighofen · Endlichhofen · Eppenrod · Ergeshausen · Eschbach · Fachbach · Filsen · Flacht · Frücht · Geilnau · Geisig · Gemmerich · Gückingen · Gutenacker · Hahnstätten · Hainau · Hambach · Heistenbach · Herold · Himmighofen · Hirschberg · Holzappel · Holzhausen an der Haide · Holzheim · Hömberg · Horhausen · Hunzel · Isselbach · Kaltenholzhausen · Kamp-Bornhofen · Kasdorf · Katzenelnbogen · Kaub · Kehlbach · Kemmenau · Kestert · Klingelbach · Kördorf · Lahnstein · Langenscheid · Laurenburg · Lautert · Lierschied · Lipporn · Lohrheim · Lollschied · Lykershausen · Marienfels · Miehlen · Miellen · Misselberg · Mittelfischbach · Mudershausen · Nassau · Nastätten · Netzbach · Niederbachheim · Niederneisen · Niedertiefenbach · Niederwallmenach · Nievern · Nochern · Oberbachheim · Oberfischbach · Oberneisen · Obernhof · Obertiefenbach · Oberwallmenach · Oberwies · Oelsberg · Osterspai · Patersberg · Pohl · Prath · Reckenroth · Reichenberg · Reitzenhain · Rettershain · Rettert · Roth · Ruppertshofen · Sankt Goarshausen · Sauerthal · Scheidt · Schiesheim · Schönborn · Schweighausen · Seelbach · Singhofen · Steinsberg · Strüth · Sulzbach · Wasenbach · Weidenbach · Weinähr · Weisel · Welterod · Weyer · Winden · Winterwerb · Zimmerschied